# Centre Especial de Treball
Els Centres Especials de Treball (CET) són empreses que asseguren un treball remunerat a les persones amb discapacitat i garanteixen la seva integració laboral. L'objectiu d'aquests centres és productiu, com el de qualsevol altra empresa, però la seva funció és social.
Els CET tenen com a finalitat assegurar un lloc de treball remunerat i la prestació dels serveis d'ajustament personal i social que requereix el personal amb discapacitat. Els CET també són un mitjà d'integració de persones amb discapacitat en el règim de treball ordinari. Gairebé la totalitat de la plantilla dels centres especials de treball estarà constituïda per treballadors i treballadores amb discapacitat, sense perjudici de les places en plantilla del personal no discapacitat, també imprescindible per al desenvolupament de la seva activitat. Poden incorporar-se com a treballadors i treballadores als CET les persones amb discapacitat intel·lectual, física, sensorial o malaltia mental. La seva plantilla ha de comptar amb un mínim del 70 per cent de persones treballadores amb un grau de discapacitat igual o superior a un 33 per cent.